# Duraznotla
Duraznotla är en ort i Mexiko.   Den ligger i kommunen Xicotepec och delstaten Puebla, i den sydöstra delen av landet, 150 km nordost om huvudstaden Mexico City. Duraznotla ligger 1 183 meter över havet och antalet invånare är 561.
Terrängen runt Duraznotla är kuperad åt sydost, men åt nordväst är den bergig. Runt Duraznotla är det ganska tätbefolkat, med 179 invånare per kvadratkilometer. Närmaste större samhälle är Xicotepec de Juárez, 2,3 km nordost om Duraznotla. Omgivningarna runt Duraznotla är en mosaik av jordbruksmark och naturlig växtlighet.